# Charles Fane (3e comte de Westmorland)
Charles Fane, 3e comte de Westmorland (6 janvier 1635 - 18 septembre 1691), titré Lord le Despenser entre 1626 et 1666 d'Apethorpe Hall, Northamptonshire est un pair britannique et deux fois député de Peterborough.

## Biographie

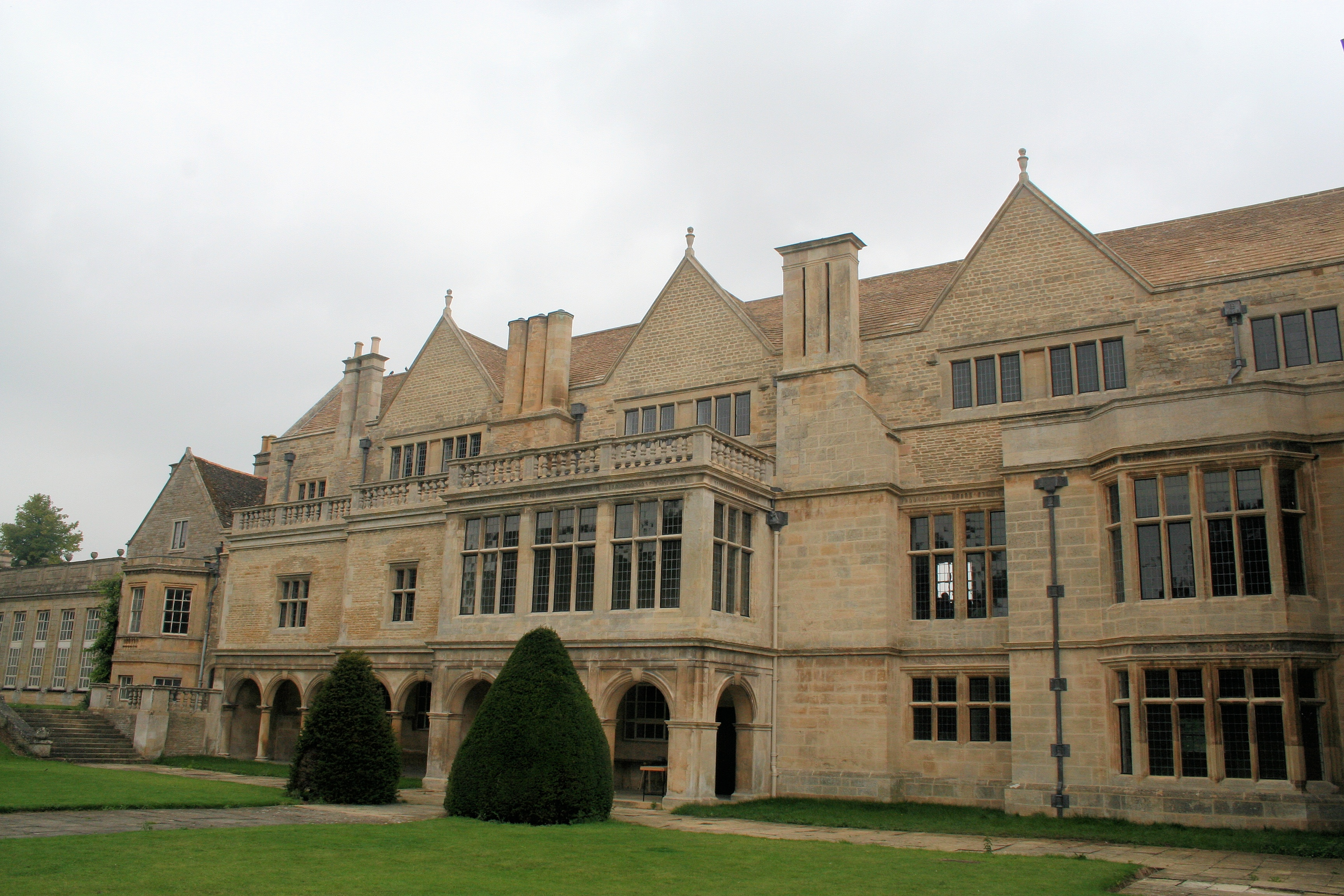
Apethorpe Hall, Northamptonshire, siège de la famille Fane

Il est le fils aîné de Mildmay Fane (2e comte de Westmorland) et de sa première épouse Grace Thornhurst, fille de William Thornhurst d'Agnes Court, Kent. Il est étudiant à Emmanuel College, Cambridge en 1649, et voyage à l'étranger de 1652 à 1654 en France et aux Pays-Bas. En 1660, il est élu député de Peterborough au Parlement de la Convention. Il semble avoir été plutôt inactif dans sa période de député, ayant été membre d'un total de cinq comités concernés, entre autres, par le drainage des marais. Il est réélu député de Peterborough en 1661 pour le Parlement cavalier, mais est de nouveau inactif.
À la mort de son père le 12 février 1666, Charles Fane hérite du comté de Westmorland, ainsi que des autres titres de son père de baron Burghersh et baron le Despencer. En raison de son statut de pair, il doit abandonner son siège à la Chambre des communes d'Angleterre et entre à la place à la Chambre des lords. Bien qu'apparemment opposé à Jacques II en 1684, il refuse de prendre les armes contre le roi l'année suivante. Il meurt à l'âge de 56 ans et est enterré à Apethorpe Hall.

## Famille
Fane se marie deux fois : d'abord, à Elizabeth Nodes, fille de Charles Nodes de Shephalbury, Hertfordshire, le 15 juin 1665. À sa mort, il se remarie à Dorothy Brudenell, fille de Robert Brudenell, 2e comte de Cardigan et sa femme Frances Savile. Comme il n'a pas d'enfants de l'une ou l'autre épouse, il est remplacé par son plus jeune demi-frère, Vere Fane (4e comte de Westmorland).